# Canton de Poissy-Sud
Le canton de Poissy-Sud est une ancienne division administrative française, située dans le département des Yvelines et la région Île-de-France. Créé pour les élections de 1967, il disparaît après le redécoupage cantonal de 2014 en France.

## Composition
Le canton de Poissy-Sud comprenait 6 communes jusqu'en mars 2015 : 
- Crespières : 1 466 habitants,
- Davron : 303 habitants,
- Les Alluets-le-Roi : 1 270 habitants,
- Morainvilliers : 2 193 habitants,
- Orgeval : 5 803 habitants
- Poissy, fraction de commune : 13 053 habitants.

Communes des cantons de Poissy-Nord & Poissy-Sud

## Représentation
| Période | Période          | Identité                  | Étiquette    | Qualité                                         |
| ------- | ---------------- | ------------------------- | ------------ | ----------------------------------------------- |
| 1967    | 1973             | Francis Barbezat          | RI           | Médecin, maire-adjoint de Poissy                |
| 1973    | 1979             | Gérard Godon              | RPR          | Gérant de société Député UC (1968-1978)         |
| 1979    | 1991 (décès)     | Maurice Clerc (1907-1991) | SE           | Employé de commerce, Poissy                     |
| 1991    | 2009 (démission) | Gilles Forray             | RPR puis UMP | Attaché de direction Adjoint au Maire de Poissy |
| 2009    | 2011             | Yannick Tasset            | UMP          | Médecin Maire d'Orgeval                         |
| 2011    | 2015             | Karl Olive                | UMP          | Journaliste sportif, Poissy                     |

## Élections de 2009
Yannick Tasset (UMP) l'a emporté le 24 mai 2009 dans le canton de Poissy-Sud avec 53,15 % des suffrages exprimés. Le maire d'Orgeval, médecin généraliste de 61 ans a recueilli 1511 voix et succède à Gilles Forray, au poste de conseiller général.

## Démographie
| 1968 | 1975 | 1982 | 1990   | 1999   | 2006   | 2011   | 2012   |
| ---- | ---- | ---- | ------ | ------ | ------ | ------ | ------ |
| -    | -    | -    | 23 599 | 23 086 | 23 445 | 23 079 | 23 152 |